# Im See
Das Naturschutzgebiet Im See liegt auf dem Gebiet der baden-württembergischen Stadt Krautheim (Markung Neunstetten) im Hohenlohekreis.

## Kenndaten
Das Gebiet wurde mit Verordnung des Regierungspräsidiums Stuttgart vom 22. November 2005 als Naturschutzgebiet ausgewiesen und hat eine Größe von 8,1 ha. Es wird unter der Schutzgebietsnummer 1.267 geführt. Der CDDA-Code für das Naturschutzgebiet lautet 344590 und entspricht der WDPA-ID.

## Lage
Das Schutzgebiet liegt rund 1000 Meter nördlich des Ortsteils Neunstetten der Gemeinde Krautheim und umfasst im Wesentlichen die Wasserflächen samt Uferbereichen der dortigen Stauseen sowie eine Feuchtwiese.
Es liegt im Naturraum 128-Bauland innerhalb der naturräumlichen Haupteinheit 12-Gäuplatten im Neckar- und Tauberland und hat keinen direkten Zusammenhang mit anderen Schutzgebieten.

## Schutzzweck
Wesentlicher Schutzzweck ist die Sicherung, Entwicklung und der Erhalt der Stauseen einschließlich ihrer strukturreichen Uferbereiche sowie der aus der landwirtschaftlichen Nutzung ausgeschiedenen Flächen als Lebens- und Rückzugsraum zahlreicher, zum Teil gefährdeter Pflanzen- und Tierarten, insbesondere als Brut-, Rast- und Nahrungsgebiet für zahlreiche, teilweise gefährdete oder vom Aussterben bedrohte Vogelarten. Der See bildet ein Trittsteinbiotop von überregionaler Bedeutung für wassergebundene Zugvogelarten.